# Schippelsweg
Schippelsweg – stacja metra hamburskiego na linii U2. Stacja została otwarta 10 marca 1991. Znajduje się w dzielnicy Niendorf.

## Położenie
Stacja metra znajduje się, jak niemal cały odcinek od Niendorf Markt do Niendorf Nord pod "Paul-Sorge-Straße". Główne wejście, na południe od skrzyżowania z Schippelsweg, położone jest na południowym krańcu stacji. Jest też winda służąca osobom niepełnosprawnym. Od wspólnego obszaru z automatami biletowymi i informacją pasażerską prowadzą schody na dwa boczne perony.
Stacja utrzymana jest w odcieniach bieli. Na oddzielnych płytkach ściennych ukazane są sceny z terenów północnych Niemiec.